# Aladağ
Aladağ è una città della Turchia, centro dell'omonimo distretto della provincia di Adana.